# Diego Ruiz (actor)
Diego Alonso Ruiz Cabrol (Santiago, 2 de agosto de 1987) es un actor de cine chileno conocido por haber protagonizado las películas Navidad, La espera y Drama.

## Carrera
Diego comenzó a trabajar en el cine antes de iniciar sus estudios superiores. Cuando participaba de un montaje del taller de teatro del Colegio San Agustín, el director de cine Marcelo Ferrari lo vio actuar y lo invitó interpretar un pequeño rol en la miniserie De Neftalí a Pablo que el año 2004 se exhibió en TVN. Esa fue su primera aparición en pantalla y el hecho que lo hizo decidirse por estudiar actuación. 
Ingresó al Departamento de Teatro de la Universidad de Chile y durante sus años de instrucción siguió acumulando experiencia en el cine local. Roberto Artiagoitía, El Rumpy, lo llamó para ofrecerle un pequeño papel en la cinta Radio Corazón. Durante el viaje de promoción de la película conoció a Sebastián Lelio, quien lo seleccionó para protagonizar su segundo trabajo, Navidad.
Estando aún en la universidad participó en las cintas Súper, todo Chile adentro de Felipe del Río y Fernanda Aljaro. También Drama de Matías Lira en 2010. La espera de Francisca Fuenzalida y La vida de los peces de Matías Bize.
Su trabajo en el cine lo llevó a recibir ofertas de la televisión, participando a la fecha de un par de telenovelas de Canal 13 como Primera dama y Prófugos de HBO.
También ha sido parte del elenco de numerosas obras de teatro, entre ellas Machote futbolero de Pierre Sauré y El enemigo del pueblo, entre otras. 
Durante 2011 participa en el rodaje del largometraje Londres puertas adentro, y comienza a dirigir su primera película llamada Iglú.[actualizar]

## Trabajos

### Cine
| Año  | Título                               | Personaje    | Director             |
| ---- | ------------------------------------ | ------------ | -------------------- |
| 2007 | Catalina (corto)                     |              | James Katz           |
| 2007 | Radio Corazón                        | Víctor       | Roberto Artiagoitía  |
| 2007 | La rebelión de los pingüinos (corto) |              | Simón Bergman        |
| 2008 | Desierto sur                         | Martín       | Shawn Garry          |
| 2008 | Amistades Inconvenientes             |              | Alejandra Claro      |
| 2009 | Navidad                              | Alejandro    | Sebastián Lelio      |
| 2009 | Super, todo Chile adentro            | Mauricio     | Fefa Alijaro         |
| 2010 | La vida de los peces                 | Francisco    | Matías Bize          |
| 2010 | Drama                                | Ángel        | Matías Lira          |
| 2010 | La espera                            | Rodrigo      | Francisca Fuenzalida |
| 2013 | I'm From Chile                       | Protagonista | Gonzalo Díaz         |
| 2013 | IGLU                                 | Daniel       | Diego Ruiz           |
| 2013 | El tío                               | Claudio      | Mateo Iribarren      |

### Telenovelas
| Teleseries | Teleseries         | Teleseries                      | Teleseries  |
| Año        | Teleserie          | Rol                             | Canal       |
| ---------- | ------------------ | ------------------------------- | ----------- |
| 2010       | Manuel Rodríguez   | Borja de Sotomayor y Fontecilla | Chilevisión |
| 2010       | Primera dama       | Diego Santander                 | Canal 13    |
| 2012       | La sexóloga        | Luis Miguel García              | Chilevisión |
| 2013       | Socias             | Germán Ossandón                 | TVN         |
| 2014       | No abras la puerta | Martín Vial                     | TVN         |
| 2015       | La poseída         | Melchor Mackenna                | TVN         |
| 2017       | La colombiana      | Manuel Ramírez                  | TVN         |

### Series y unitarios
| Series y Unitarios | Series y Unitarios     | Series y Unitarios | Series y Unitarios |
| Año                | Serie                  | Rol                | Canal              |
| ------------------ | ---------------------- | ------------------ | ------------------ |
| 2006               | La vida es una lotería | Claudio            | TVN                |
| 2007               | Casado con hijos       | Kike               | Mega               |
| 2010               | Algo habrán hecho      | Alejo              | TVN                |
| 2011               | Prófugos               | Manuel             | HBO                |
| 2012               | Amar y morir en Chile  | Sacha              | Chilevisión        |
| 2013               | Bim bam bum            | Gonzalo Correa     | TVN                |
| 2014               | La canción de tu vida  | Claudio            | TVN                |
| 2014               | Pulseras rojas         | Aarón              | TVN                |
| 2015               | Puerto Hambre          | Alonso             | UCV TV             |
| 2021               | La jauría              | Samuel             | Prime Video        |